# Mischa Spoliansky

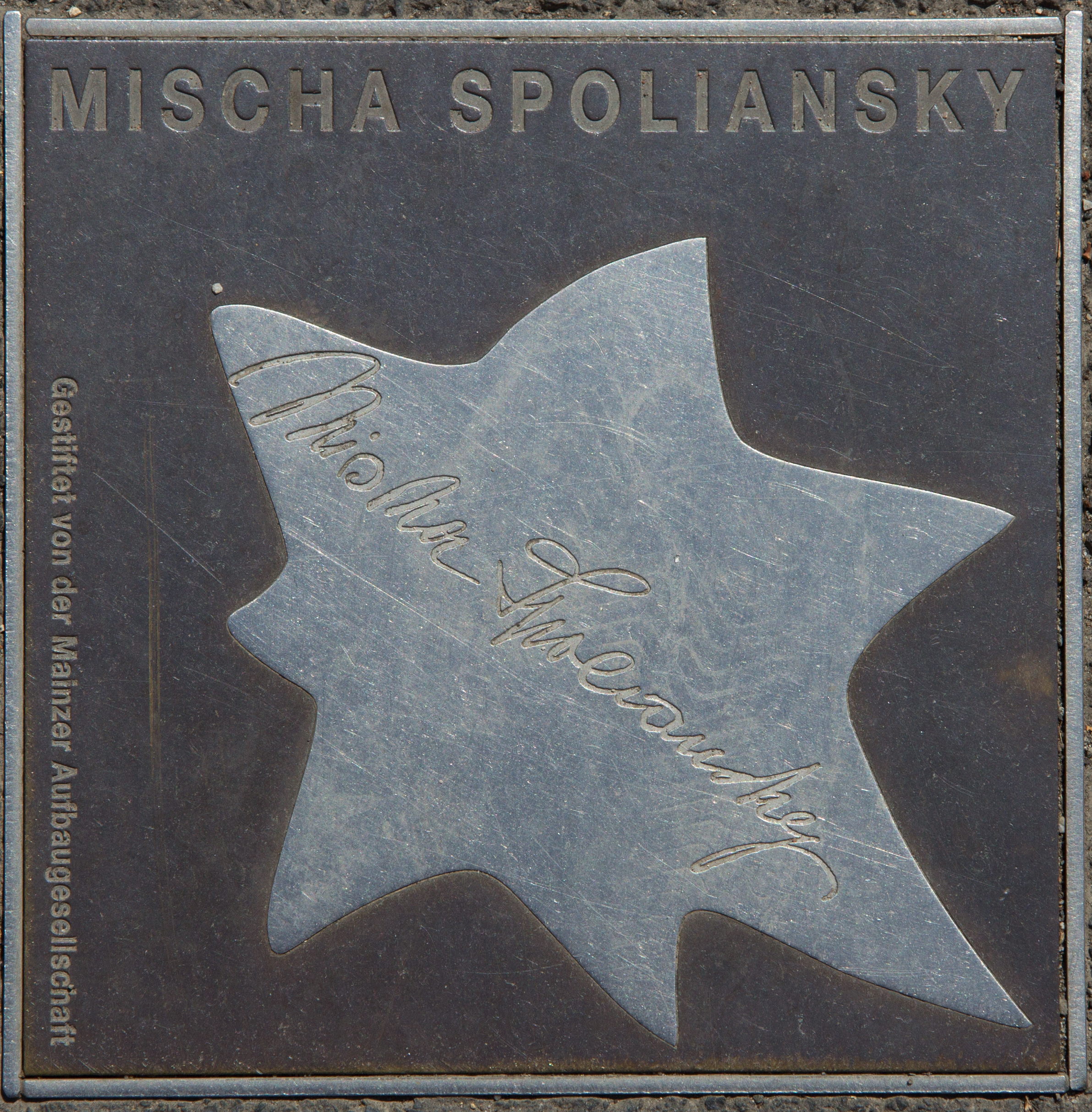
Stelle della Satira - Walk of Fame del Cabaret n. 37 Mischa Spoloansky

Mischa Spoliansky (Białystok, 28 dicembre 1898 – Londra, 28 giugno 1985) è stato un compositore russo naturalizzato britannico, che si fece un nome scrivendo cabaret e canzoni per riviste musicali nella Repubblica di Weimar del anni '20 e l'inizio degli anni '30, prima di essere costretto a emigrare a Londra nel 1933, quando Hitler salì al potere. Rimase in Gran Bretagna per il resto della sua vita, reinventandosi come compositore di colonne sonore.

## Biografia

### Primi anni di vita e formazione
Mischa Spoliansky è nato in una famiglia ebrea di musicisti a Białystok, allora parte dell'Oblast' di Belostok dell'Impero russo. Suo padre era un cantante d'opera e sua sorella sarebbe poi diventata una pianista e suo fratello Alexander era un violoncellista. Dopo la nascita di Mischa la famiglia si trasferì a Varsavia e successivamente a Kalisz. Dopo la morte prematura della madre, la famiglia si trasferì a Vienna.
La prima educazione musicale di Spoliansky in pianoforte, violino e violoncello iniziò all'età di cinque anni e continuò a Dresda sotto il professor Mark Guensberg. Fece il suo debutto pubblico all'età di 10 anni. Poco dopo suo padre morì e Spoliansky si trasferì a Königsberg (Prussia) dove aveva parenti. Nel 1914 però a causa della guerra dovette fuggire a Berlino, dove suo fratello lavorò come violoncellista e sua sorella Lisa, una pianista, iniziò gli studi con Artur Schnabel.

### Berlino, cabaret e rivista
Spoliansky ha lavorato in un caffè come pianista per continuare la sua formazione musicale al Conservatorio Stern. Le prime composizioni di Spoliansky furono eseguite dall'UFA-Filmtheaterorchester in Friedrichstraße. Inoltre lavorò come compositore e pianista nella in una pit orchestra, dove Marlene Dietrich suonava come secondo violino, e in un cabaret di emigrati russi. Lì Friedrich Hollaender e Werner Richard Heymann lo ascoltarono e lo invitarono a scrivere e suonare per il cabaret letterario Schall und Rauch nel seminterrato del Großes Schauspielhaus, che Max Reinhardt aveva fondato nel 1919. Spoliansky adattò i testi di Kurt Tucholsky, Klabund, Joachim Ringelnatz e accompagnò stelle come Gussy Holl, Paul O'Montis, Rosa Valetti e Trude Hesterberg. 
Nel 1920 sotto lo pseudonimo di "Arno Billing" compose la melodia per il primo inno omosessuale chiamato Das lila Lied, (La canzone della lavanda) che dedicò a Magnus Hirschfeld, il sessuologo che attrasse il giovane Christopher Isherwood a Berlino un decennio dopo. Fu pubblicato con altri testi come "Sei Meine Frau für vierundzwanzig Stunden".
Nel 1922 incontrò il poeta Marcellus Schiffer e la narratrice Margo Lion. Sposò la ballerina Elsbeth (Eddy) Reinwald nello stesso anno. Nel 1927 Spoliansky accompagnò Richard Tauber in una registrazione di 12 canzoni di Winterreise di Schubert, dopo aver registrato un album di 12 canzoni popolari tedesche con il tenore nell'anno precedente.
Il 15 maggio 1928, la rivista musicale Es liegt in der Luft aprì al Komödie am Kurfürstendamm di Berlino, con musiche di Spoliansky e testi di Marcellus Schiffer. Viktor Rotthaler lo ha descritto come "il primo tentativo di un musical in lingua tedesca. La musica trae ispirazione dal jazz americano e dal tango argentino, ora caratteristici della musica di cabaret di Berlino negli anni '20. Marlene Dietrich era nel cast. Un anno dopo la Dietrich sarebbe stato "scoperta" nella rivista di Spoliansky Zwei Krawatten (testo di Georg Kaiser) da Josef von Sternberg, che stava cercando l'attrice principale per L'angelo azzurro. 
Vi seguì nel 1930 Wie werde ich Reich und glücklich?, nel 1931 Alles Schwindel, nel 1932 Rufen Sie Herrn Plim e Das Haus dazwischen, e nel 1933 100 Meter Glück.
Seguirono nel 1930 Wie werde ich Reich und glücklich? (Come faccio a diventare ricco e felice?), nel 1931 Rufen Sie Herrn Plim (Tutto è una frode), nel 1932 Rufen Sie Herrn Plim (Chiama Mr. Plim) e Das Haus dazwischen (La casa in mezzo) e nel 1933 100 Meter Glück (100 metri di felicità).

### L'emigrazione a Londra e il lavoro cinematografico
Quando Hitler salì al potere nel 1933, a Spoliansky, come tutti gli artisti ebrei in Germania, non fu più permesso di lavorare nell'attività di intrattenimento ora "ariana". Fu costretto ad emigrare a Londra, dove iniziò una seconda carriera come compositore di film. Fu preso sotto l'ala protettrice della comunità cinematografica espatriata, così come di produttori e registi britannici, come Alfred Hitchcock, che aveva girato film a Berlino in quello che era stato, fino al governo di Hitler, il centro internazionale della produzione cinematografica. La naturalizzazione di Spoliansky come cittadino britannico riuscì in gran parte grazie allo Schlager (genere musicale) "Heute Nacht oder Nie" dal film Das Lied einer Nacht (1932), che rese Spoliansky di fama mondiale.
Nel 1935 fu assunto da Zoltan Korda per comporre la musica per Bozambo, il gigante nero, che veniva girato in Nigeria. Ciò comportava la composizione di canzoni che dovevano essere musica nigeriana "autentica", eseguite dalla star Paul Robeson e dai membri del cast e dalle comparse nigeriane locali, ma erano state composte a Londra da Spoliansky. Molti anni dopo, Korda fu felice di scoprire, in un remoto fiume del Congo, la sigla del film di Spoliansky cantata dai pescatori congolesi mentre risalivano il fiume con le loro barche. Spoliansky non era mai stato in Africa, ma il suo lavoro era così autentico da diventare, in un certo senso, genuinamente autentico.
Bozambo, il gigante nero iniziò una collaborazione con Robeson. Tra le sue migliori canzoni c'erano le quattro che scrisse per Robeson presenti in Bozambo, il gigante nero nel 1935 ("The Canoe Song", "Love Song", "Congo Lullabye" e "The Killing Song") e Le miniere di re Salomone, tratto dal romanzo omonimo nel 1937 ("Ho, Ho" e "Climbing Up!"). Un'altra delle sue canzoni fu eseguita da Elisabeth Welch nel 1937 ("Red Hot Annabelle"). Altri successi cinematografici includono "Dedication" (il tema di The Idol of Paris, la musica per The Happiest Days of Your Life e "The Melba Waltz (Dream Time)" dal film Melba. Continuò anche a scrivere per il teatro: il musical Who’s Taking Liberty? fu rappresentato 59 volte al Whitehall Theatre nel 1939. Nel 1943 Spoliansky tenne un recital della sua musica per film a Londra.

### Carriera negli anni successivi
Nel 1950, Hitchcock si ricordò di Spoliansky, e lo assunse per scrivere la canzone "Love Is Lyrical (Whisper Sweet Little Nothing to Me)", eseguita da Marlene Dietrich nel film Paura in palcoscenico. Negli anni successivi compose colonne sonore per film come Trouble in Store (1953), Saint Joan (1957), Tutta la verità (1958), Frontiera a Nord-Ovest (1959), The Battle of the Villa Fiorita (1965), The Best House in London (1969) e Gli ultimi 10 giorni di Hitler (1973), su cui aveva chiaramente una prospettiva personale.
Le riviste del dopoguerra a Londra includono One, Two, Three (1947) e Four, Five, Six (1948), entrambe al Duke of York's Theatre ed entrambe interpretate da Binnie Hale. Negli anni '50 e '60 Spoliansky tentò di riavvicinare il pubblico tedesco al musical, prima con Katharina Knie (1957) a Monaco,  basato su una storia di circo e che trattava temi della vita vagabonda e della sedentarietà, e poi con Wie lernt man Liebe (1967), sempre a Monaco, al Cuvilliés-Theater. Queste ebbero poco successo, probabilmente a causa del sentimento anti-americano in Germania all'epoca. Spoliansky tornò a Berlino nel 1977 per apparire in un gala al Renaissance Theatre, e fece diverse visite di ritorno negli anni successivi.
Fu anche compositore di opere da concerto, come la sua Sinfonia in cinque movimenti, composta in un lungo periodo tra il 1941 e il 1969. Questo lavoro, insieme al suo pezzo jazz orchestrale Boogie (1958) e l'ouverture al suo ultimo spettacolo teatrale My Husband and I (alias Wie lernt man Liebe) furono registrati dalla Liepāja Symphony Orchestra diretta da Paul Mann nel 2022. Ci sono anche alcuni piccoli pezzi di pianoforte.
Nel 1976, Spoliansky fu intervistato per il documentario americano Memorie di Berlino: il crepuscolo della cultura di Weimar. Rimase il confidente abituale della Dietrich fino alla sua morte avvenuta a Londra nel 1985 all'età di 87 anni.

## Eredità
Dalla sua morte, le sue opere sono state occasionalmente prodotte nei teatri. Ad esempio, l'opera di cabaret del 1932 Rufen Sie Herrn Plim (come Send for Mr Plin) ebbe una produzione di successo al Battersea Arts Centre nel 1999, trasferendosi a Covent Garden l'anno successivo. Nella stagione 2004/2005 Zwei Krawatten è stato prodotto a Dortmund, e Rufen Sie Herrn Plim nello Städtischen Bühnen Münster (2002/2003) e successivamente in un teatro a Kassel. Tutti gli archivi di Spoliansky sono conservati presso l'Akademie der Künste di Berlino.

## Opere

### Teatro
- Cabaret songs, inclusa Das lila Lied (1920s)
- Es liegt in der Luft, rivista (1928)
- Zwei Krawatten, rivista (1929)
- Wie werde ich reich und glücklich?, rivista (1930)
- Alles Schwindel, rivista (1931)
- Rufen Sie Herrn Plim, rivista (1932)
- Das Haus dazwischen, rivista (1932)
- 100 Meter Glück, rivista (1933)
- Who's Taking Liberty? musical (1939)
- One, Two, Three, rivista (1947)
- Four Five, Six, rivista (1948)
- Katharina Knie, musical (1957)
- Wie lernt man Liebe, musical (1957)

### Colonne sonore
- No More Love (1931)
- Calais-Dover (1931)
- The Song of Night (1932)
- The Lucky Number (1932)
- One Night's Song (1933)
- Love at Second Sight (1934)
- My Song for You (1934)
- Bozambo, il gigante nero (Sanders of the River) (1935)
- The Ghost Goes West (1935)
- The Man Who Could Work Miracles (1936)
- Forget Me Not (1936)
- King Solomon's Mines (1937)
- Paradise for Two (1937)
- Jeannie (1941)
- Don't Take It to Heart (1944)
- Idol of Paris (1948)
- This Was a Woman (1948)
- Under the Frozen Falls (1948)
- Golden Arrow (1949)
- The Happiest Days of Your Life (1950)
- Into the Blue (1950)
- Happy Go Lovely (1951)
- Trouble in Store (1953)
- Saint Joan (1957)
- Tutta la verità (film 1958) (1958)
- Frontiera a Nord-Ovest (1959)
- Accadde un'estate (1965)
- The Best House in London (1969)
- Gli ultimi 10 giorni di Hitler (1973)

### Concerti
- Boogie, orchestra (1958)
- Symphony in Five Movements (1941-1969)
- My Husband and I overture (1958) (da Wie lernt man Liebe)
- King Solomon's Mines, suite (tre movimenti, arr. Philip Lane)